# Echávarri-Viña
Echávarri-Viña (oficialmente y en euskera: Etxabarri Ibiña) es un concejo del municipio de Cigoitia, en la provincia de Álava, España.

## Historia
Hacia mediados del siglo XIX, el lugar, ya por entonces perteneciente a Cigoitia, tenía contabilizada una población de 94 habitantes. Aparece descrito en el séptimo volumen del Diccionario geográfico-estadístico-histórico de España y sus posesiones de Ultramar de Pascual Madoz con las siguientes palabras:

ECHAVARRI DE VIÑA: l. del ayunt. de Cigoitia, en la prov. de Alava, part. jud. de Vitoria (1 1/2 leg.), c. g. de las Provincias Vascongadas, aud. terr. de Burgos (20 1/2), dióc. de Calahorra (19 1/2): sit. en una pequeña elevacion dominando la llanura de su térm.; clima, aunque húmedo, sano; el viento reinante N. y las enfermedades mas comunes constipados: tiene 24 casas; igl. parr. (la Asuncion) servida por 2 beneficiados y páarrocos con titulo perpetuo, cementerio, 2 ermitas (San Roque y San Esteban), 4 fuentes de buenas y cristalinas aguas: los niños concurren á la escuela de Mendarozqueta. Confina el térm. N. Buruaga; E. Mendarozqueta; S. Mendiguren y Artaza, y O. Apodaca; estendiéndose 1/2 leg. de N. á S. y 3/8 de E. á O.; junto al l. se halla la venta de su nombre; carece de monte, pero tiene con otros pueblos comunidad de pastos en Gorbea. El terreno es de mediana calidad, ó mas bien esteril: le bañan 2 arroyos: hay una deh. que solo cria robles, hayas, tocornos y otros arbustos, y un prado natural de poco pasto. Los caminos son locales y se hallan en regular estado. Recibe el correo de Vitoria por los que van al mercado. prod.: trigo, cebada, avena y menuzales: cria ganado vacuno y caballar; caza de codornices, perdices, liebres y sordas. ind.: un molino harinero. prod.: 22 vec., 94 alm. contr. con su ayunt. (V.)
(Madoz, 1847, p. 444)

En 2022, tenía empadronados 323 habitantes.

## Demografía
| Gráfica de evolución demográfica de Echávarri-Viña entre 2000 y 2017 |
|                                                                      |
| Población de derecho según los censos de población del INE.          |

## Patrimonio
Hay en el concejo una iglesia de Nuestra Señora de la Asunción.